# Група хлоритів

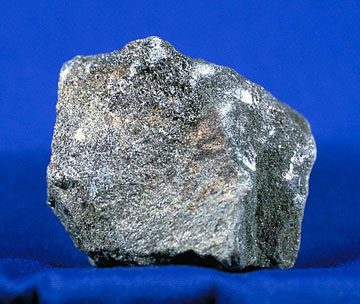
Хлорит.

Хлори́ти — група слюдоподібних мінералів буро-зеленого кольору, що входять до складу багатьох гірських порід, особливо метаморфічних. Назва хлорит походить від грецького хлорос (χλωρός), що означає «зелений» у зв’язку з його кольором. 

## Історія та етимологія
Археологи знаходять прикрашені хлоритові посудини, що датуються починаючи з третього тисячоліття до нашої ери. Центром цього протоісторичного виробництва був Тепе Ягія на території сучасного Ірану, де хлорит був у великій кількості.
Багату магнієм хлоритну групу тальку вперше науково описав французький мінералог Альфред Де Клуазо (1817—1897) в 1862 році, а мінерал клінохлор американський геолог і мінералог Вільям Фіппс Блейк (1826—1910) у 1851 році.
В окремих випадках мінерали хлориту є породоутвірними мінералами. Перший науковий опис хлоритових порід датується 1879 роком Олександром Олександровичем Іностранцевим (Дослідження метаморфізованих порід у Гув. Олонці).[2]

## Опис
Хлорити — важлива група шаруватих породотвірних мінералів класу силікатів, переважно зеленого кольору. Це основні алюмосилікати магнію, алюмінію і заліза з загальною формулою: (Fe, Mg, Al)6(Si, Al)4O10(OH)8 або (Mg, Fe)6-n(Al, Fe3+)n(OH)8AlnSi4-nO10, де n = 0,6÷2. Ізоморфні домішки: Cr, Ni, Mn. Широкий ізоморфізм основних складових хімічних елементів, а також заміщення Si+Mg на Al2 i Mg3 на Al2 зумовлюють велику наявність понад 30 різновидів хлоритів. Великий діапазон складу призводить до значної варіації фізичних, оптичних і рентгенівських властивостей. Подібним чином діапазон хімічного складу дозволяє мінералам групи хлориту існувати в широкому діапазоні температур і умов тиску. З цієї причини мінерали хлориту є всюдисущими мінералами в низько- та середньотемпературних метаморфічних породах, деяких вивержених породах, гідротермальних породах і глибоко захоронених відкладах.
Номенклатура багатих на Fe2O3 хлоритів (лептохлоритів) базується на залізистості хлоритів і числі атомів Al в тетраедрах. За залізистістю всі хлорити поділяються на магнезійні (до 25 %), магнезійно-залізисті (25-75 %) і залізисті (понад 75 %).
Сингонія моноклінна і псевдогексагональна, частіше моноклінна. Кристалічна структура являє собою чергування тришарових пакетів (пачок) типу тальк-пірофіліт і проміжних гідроксидних октаедричних шарів-пакетів типу бруситу або гідраргіліту. Форми виділення: пластинчасті, таблитчасті, бочкоподібні кристали, прихованокристалічні маси. Спайність досконала по (001). Густина 2,6-3,4. Твердість за шкалою Мооса 1-3. Колір зелений (різні відтінки), рідко рожевий, фіолетовий, срібно-білий. Блиск скляний до перламутрового на площинах спайності. У тонких листочках просвічує. Під мікроскопом спостерігається плеохроїзм. Злом ступінчастий, від лускуватого, раковистого до рівного.
Хлорити — важливі породотвірні мінерали зелених сланців, зеленокам'яних порід, пропілітів, спілітів, палеотипних ефузивів і вулканічних туфів. Це низькотемпературні мінерали метаморфічних, метасоматичних і гідротермальних утворень. Типові породотвірні мінерали метаморфічних порід. Відомі також як продукти екзогенних процесів. Головні представники: пенін, клінохлор, пірохлор, шамозит, евклаз, тюрингіт та ін. Супутні мінерали: ґранат, діопсид, циркон, польовий шпат, кварц, рутил, титаніт.

## Розповсюдження і використання
Жили альпійського типу знаходяться у Швейцарії та Австрії, США (шт. Массачусетс та Міннесота), Чехії (Пржибрам і Кутна Гора), Франції (Лотарингія), РФ (Урал та Кольський п-ів). На території України є в Карпатах та у межах Українського щита. Використовують хлорити у паперовій промисловості; залізисті хлорити — як залізні руди.
Деякі типи гірських порід, що містять хлорит, такі як хлоритовий сланець, мають незначне декоративне використання або як будівельний камінь. Водночас хлорит є звичайним мінералом глини, яка має величезну кількість застосувань.

## Різновиди
Розрізняють:
- хлорити глинисті (хлорити багаті на Fe i Al, зустрічаються в морських осадах, аргілітах, гідрослюдах),
- хлорити залізні (загальна назва хлоритів, які містять оксидне залізо);
- хлорит манґанистий (різновид пеніну, який містить 2,3 % MnO);
- хлорит нікелистий (різновид хлориту з родов. Франкенштейн, ФРН, який містить до 6 % NiO).